# Maria Lluïsa Borràs i González
Maria Lluïsa Borràs i González (Barcelona, 1 febrer 1931-Palafrugell, 23 gener de 2010) fou doctora en Història de l'Art per la Universitat de Barcelona, escriptora, historiadora i crítica d'art, comissària d'exposicions, professora universitària, especialista en avantguardes i en dadaisme, impulsora de la Fundació Miró i col·laboradora de diversos artistes.

## Formació

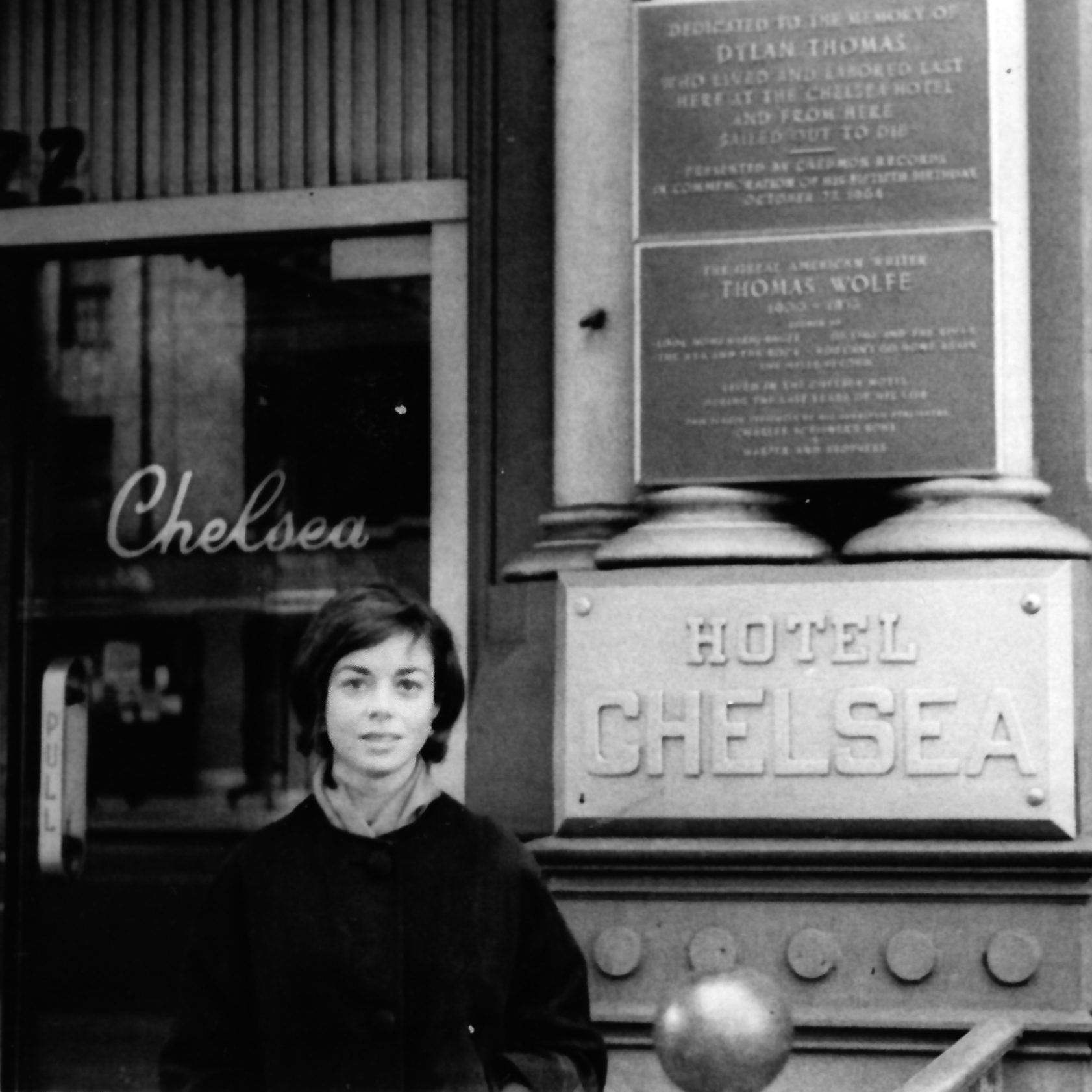
Maria Lluïsa Borràs, Nova York, 1963

Es va llicenciar inicialment en Filosofia i Lletres i seguidament en Semítiques a la Universitat de Barcelona. Uns anys més tard, el 1963, la Ford Foundation Award (Young Artist Project, International Institute of Education, New York) li va permetre, gràcies a una beca, residir un any als EUA, cursar l'especialitat d'Art Contemporani a la New School, i conèixer de primera mà l'art contemporani nord-americà. Es va doctorar en Història de l'Art l'any 1973 amb la seva tesi sobre Francis Picabia.

## Trajectòria professional

### Joan Prats i el club Cobalto 49
A partir de l'any 1964, Borràs va fer-se càrrec de la secretaria i de la programació del Club 49, i aviat va col·laborar amb el seu fundador, Joan Prats –promotor de l'art d'avantguarda a Catalunya– en la tercera etapa dels llibres visuals Fotoscops (1966-1979) com a autora del text de set dels títols de la col·lecció, dels quals també va realitzar les fotografies en dues ocasions (volums Domènech i Montaner: arquitecto del modernismo, i Sert, arquitectura mediterrània). Va intervenir, a dos volums més, com a autora de la selecció i seqüència de les fotos.

### Joan Miró
Entre 1969 i 1973 va exercir com a secretària de Joan Miró. Juntament amb Joan Prats i Francesc Vicens, va impulsar activament la creació de la Fundació Miró, de la qual va ser secretària general (1971-1975) i membre del patronat, a més de membre del comitè executiu. Més endavant va exercir els mateixos càrrecs a la Fundació Joan Brossa, designada en ambdós casos per voluntat dels mateixos artistes arran de la seva amistat i compromís.

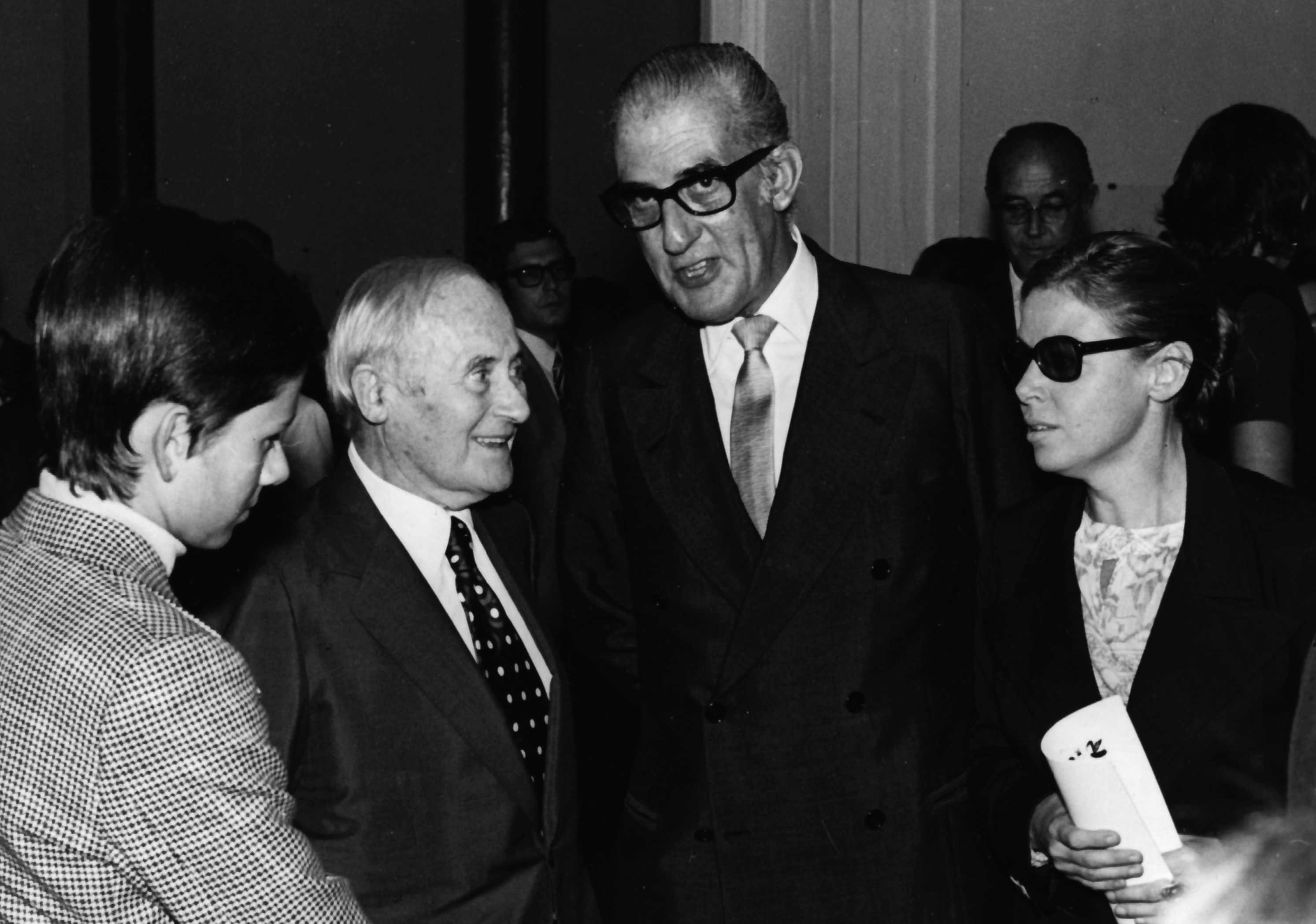
Joan Miró, Ricard Gomis, Maria Lluïsa Borràs, i Joaquim Gomis al fons, cap a 1972

### Docència
Va ser professora a la Universitat Autònoma de Barcelona entre 1969 i 1974, on va col·laborar a la creació del primer Departament d'Art. Va impartir-hi classes d'història d'art contemporani, teoria de les arts, i va concebre una nova assignatura: anàlisi i crítica de l'obra d'art. També va ser professora a l'Escola de disseny de Barcelona Eina.

### Investigació i noves tendències
Va dirigir la secció d'història de l'art a l'enciclopèdia de l'editorial Salvat, en col·laboració amb Francesc Vicens, Vicente Maestre i Eduard Carbonell, entre 1967 i 1973.

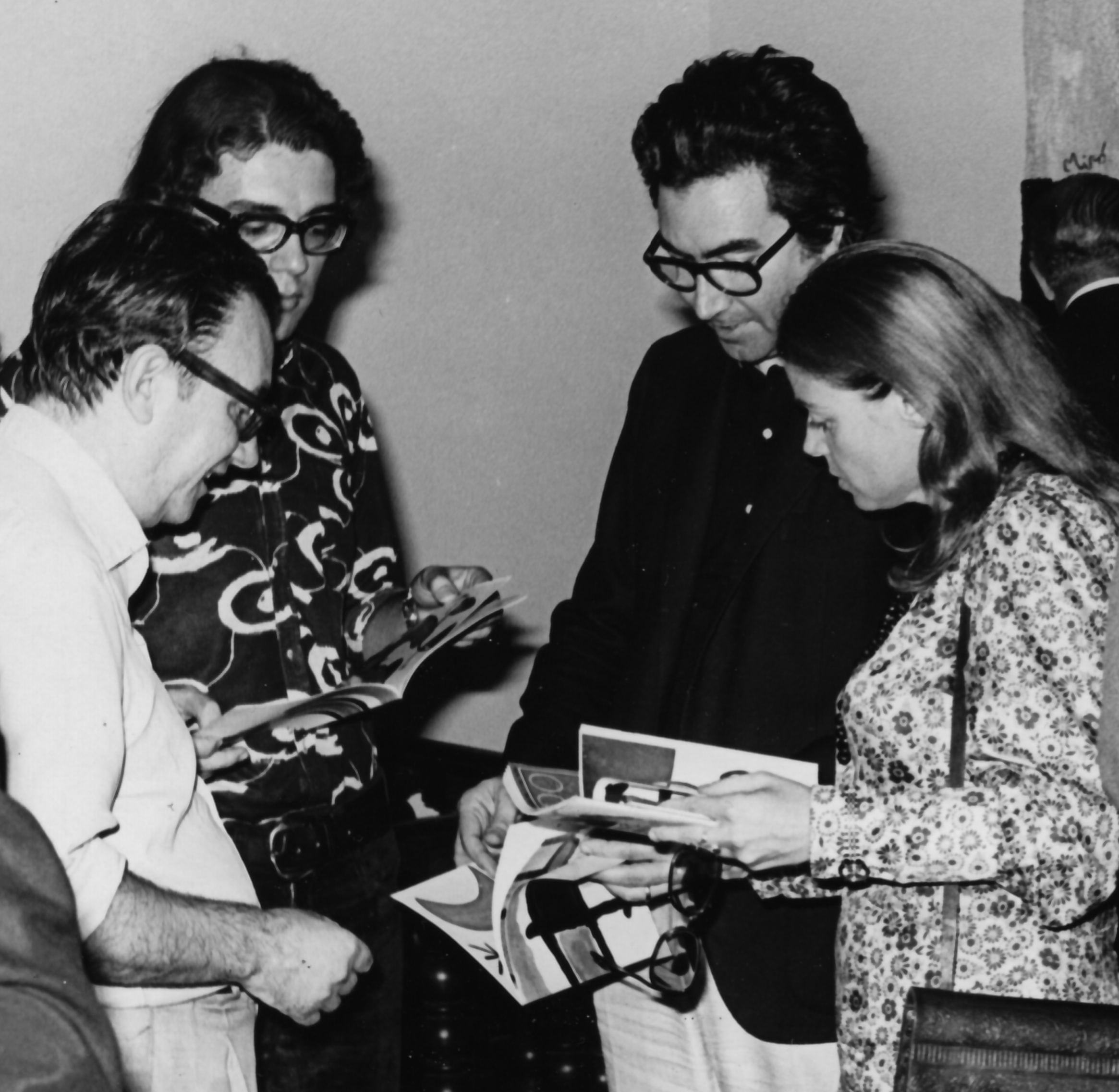
Joan Brossa, Joan Pere Viladecans, Antoni Tàpies i Maria Lluïsa Borràs en una exposició de Joan Miró a la Sala Gaspar, 1971

El 1985 va publicar una extensa monografia sobre Picabia –fruit de deu anys d'investigació–, elaborada a partir de la seva tesi doctoral, que va ser traduïda a quatre idiomes, va obtenir el Premi de la Crítica, i va arribar a ser un llibre de referència.
Dedicada a l'estudi i a la divulgació de l'art contemporani, va escriure textos i assajos en diverses publicacions estrangeres i també catalanes com Canigó o Destino (1968-1973), des de les quals defensava tota mena de manifestacions artístiques contemporànies, posant especial atenció en els esdeveniments que se celebraven arreu del món. Va donar a conèixer les noves tendències (informalista, conceptual, minimalista, etc.), i desplegà al llarg de la seva vida una defensa genèrica de la modernitat. Va col·laborar a La Vanguardia amb la seva plana setmanal sobre art durant vint-i-cinc anys (1977-2002), esdevingué corresponsal a partir de l'any 69 de revistes franceses com Art Vivant, Opus International i Canal, entre d'altres. Va dirigir la revista d'art El Guía (1987), i durant l'última etapa de la seva vida es va traslladar a Palafrugell, on va crear la revista cultural Vèlit (2004-2007). També va col·laborar amb el Diari de Girona i la revista gironina Bonart, i continuà donant suport a les noves tendències, en particular a la videocreació i les instal·lacions.

### Audiovisuals
Durant la dècada de 1980 va crear la productora Proviart, una empresa dedicada a la difusió d'artistes catalans amb la qual va realitzar, com a guionista, directora i productora, els documentals Antoni Tàpies (1981), Pau Gargallo (1981), i Picasso nostre (1982), col·lecció que va batejar amb el títol de Fotoscops Sonors en record i homenatge al seu mentor Joan Prats. Actualment aquests documentals es conserven a la Filmoteca Nacional de Catalunya, i la Fundació Tàpies també disposa del film sobre l'artista que porta el seu nom.

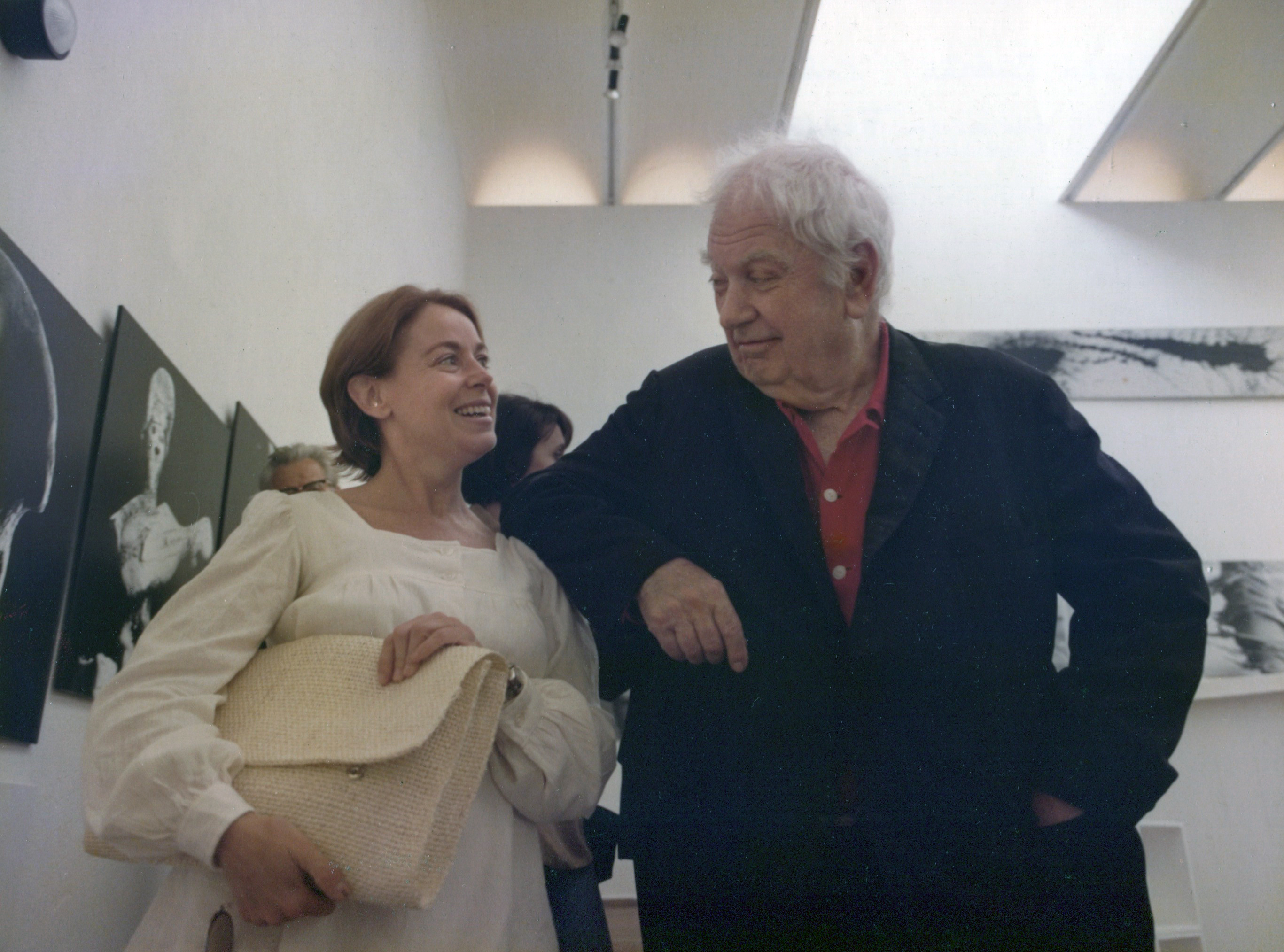
Maria Lluïsa Borràs i Alexander Calder conversant a la Fundació Miró al voltant de 1979

### Comissariat
Com a comissària va organitzar més de noranta exposicions per tot el món sobre artistes com ara Aristide Maillol, Pau Gargallo, Xavier Corberó, Matisse, Magritte, Joan Miró, Wolf Wostell, Joan Ponç, Arranz Bravo, Augusto Monte, Marcel Martí,Viladecans, Frederic Amat, Roberto Matta, Man Ray, Beverly Pepper, De Sucre, Tàpies, Jean Arp, Dennis Oppenheim, Llimós, Cuixart, Olga Sacharoff, Joan Brossa, Enric C. Ricart, Warhol… Va donar a conèixer els que ella va denominar “Els catalans de París”: Benet Rossell, Rabascall, Xifra, Selz, o Miralda. Borràs va presentar aquest darrer a la Bienal de Venècia el 1990 quan va ser comissària del pavelló estatal. Així mateix, es va interessar per l'art contemporani del Magrib, l'art actual cubà i del Carib, entre d'altres, als quals dedicà diferents exposicions. 

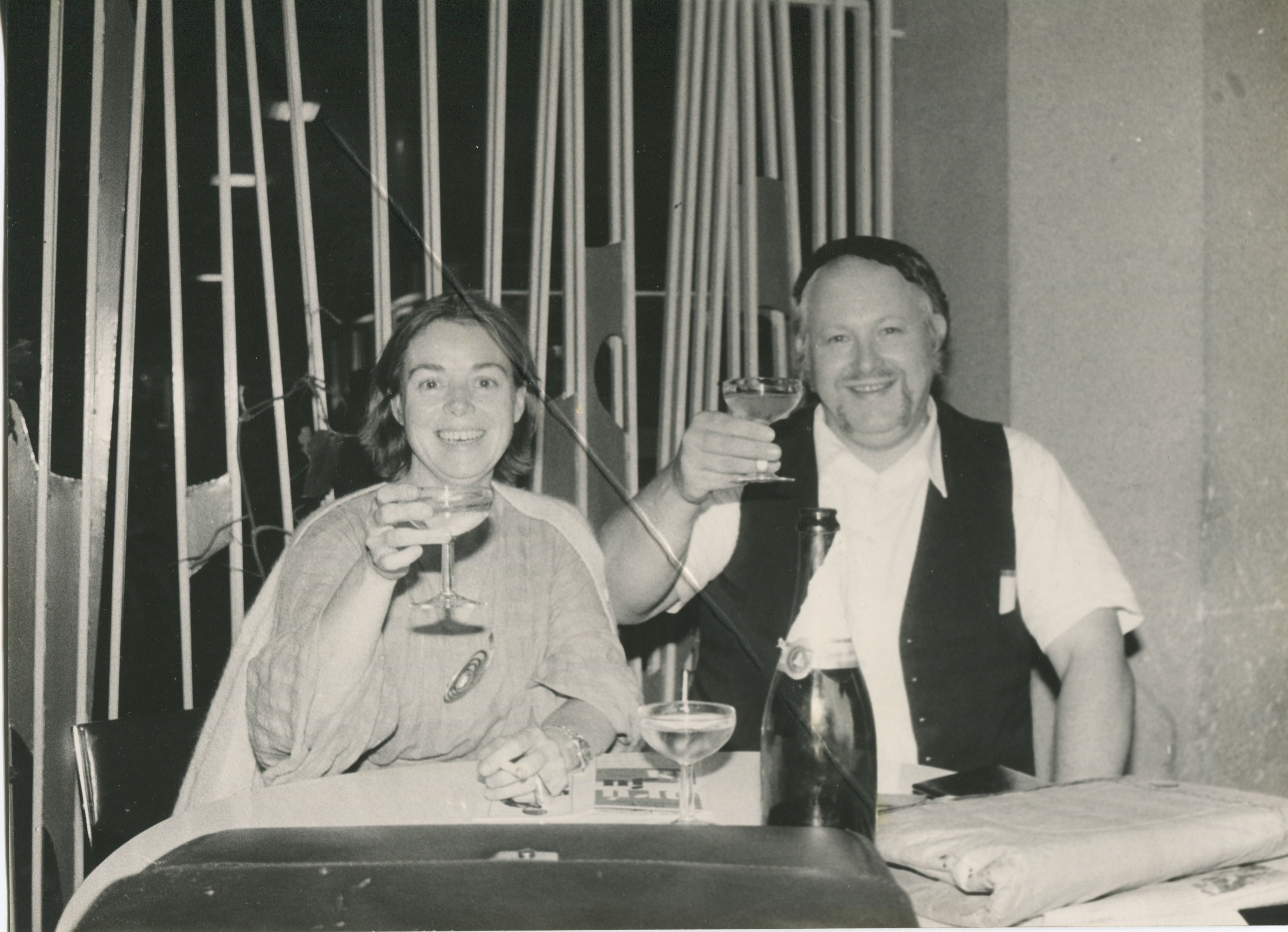
Maria Lluïsa Borràs i Wolf Vostell

### Estudis i monografies
Maria Lluïsa Borràs ha deixat una bibliografia amb més de trenta publicacions sobre temes d'art, com el seu treball sobre l'arquitecte Antoni Gaudí (1972), o el que va dedicar als Coleccionistas de arte en Cataluña (1986-1987), així com monografies diverses centrades en Eduardo Chillida (1974), Moisès Villèlia (1974), Carles Delclaux (1991), Porta Missé (1995), Wifredo Lam (1996), Ramon Pichot (1997), Andrés Nagel (2003), Floreal (2003), Dalí (2004) o Niebla (2009), sense oblidar els estudis sobre l'obra d'Alexander Calder i de Duchamp. Aquest últim la va atraure particularment, de la mateixa manera que ho va fer el poeta i boxador Arthur Cravan, al qual va consagrar la monografia Cravan, une stratégie du scandale (1996).

## Llegat
El 2004 es va instal·lar a Palafrugell, el poble d'on provenia el seu pare. Allà va viure i treballar durant els seus últims cinc anys, fins a la seva defunció el 23 de gener de 2010 a causa d'una fallada cardiorespiratòria.
Una petita part de la seva biblioteca —una secció formada per més de 20.000 volums— va ser gestionada per l'associació Gresol gràcies al finançament de la Fundació Elsa Peretti. Finalment, l'estiu 2019, aquest arxiu va ser traslladat, sempre amb el suport de la Fundació Peretti, a la Biblioteca de la Universitat de Girona per formar part dels seus Fons Especials, que reuneix col·leccions i biblioteques particulars de persones rellevants. [18]

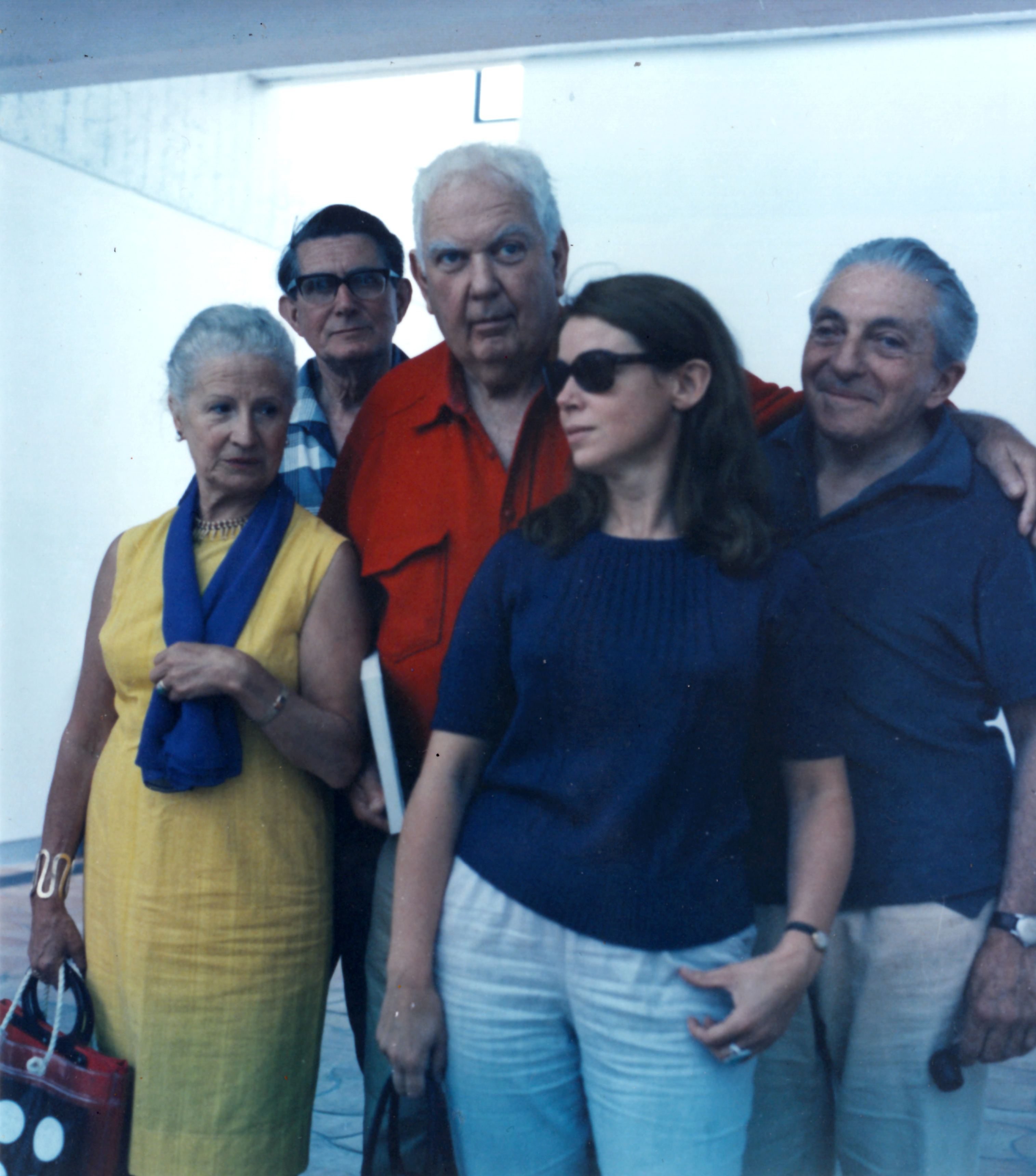
Monxa Sert, Roland Penrose, Alexander Calder, Maria Lluïsa Borràs i Joan Prats, durant els preparatius per a l'exposició pels 75 anys de Joan Miró a la Fundació Maeght de Sant Paul de Vence (França) 1968

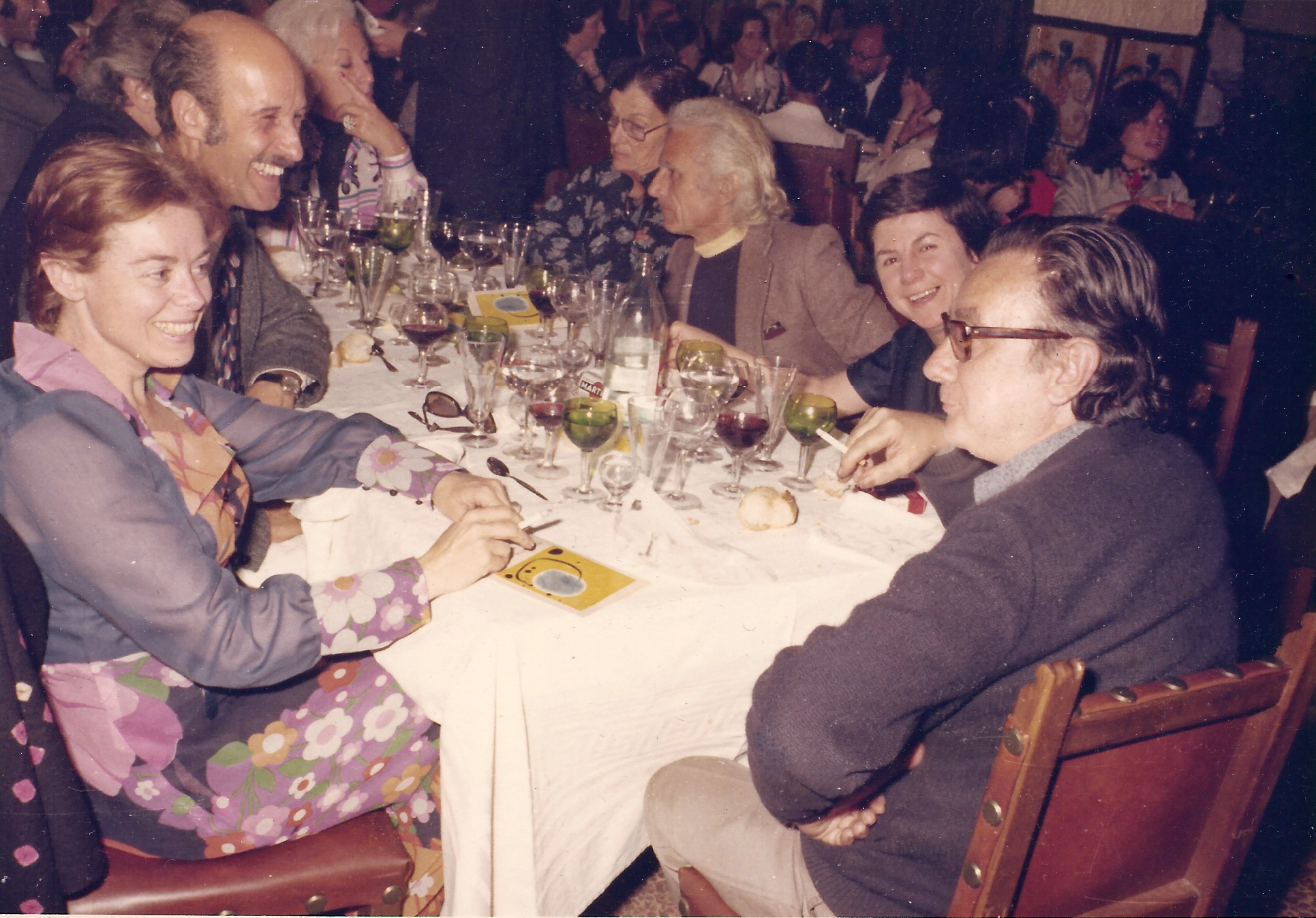
Maria Lluïsa Borràs, Francesc Vicens, Pepa Llopis i Joan Brossa al sopar del 80 aniversari de Joan Miró, 3 maig de 1973

La resta de biblioteca i documentació personal de Borràs va ser conservada per la seva filla, Adelaida Frías, fins al gener del 2015, quan en va fer donació al MACBA. Aquest fons personal es compon de més de 60.000 documents de diferents tipologies (manuscrits, correspondència, fotografies, audiovisuals, entre d'altres) i uns 1.500 llibres i revistes de la seva biblioteca.
Pel que fa als documentals audiovisuals "Fotoscops Sonors" es conserven a la Filmoteca Nacional de Catalunya.
Borràs defensava que la funció del crític era compartir amb el lector el seu coneixement i donar-li les claus per ajudar-lo a entendre l'obra:

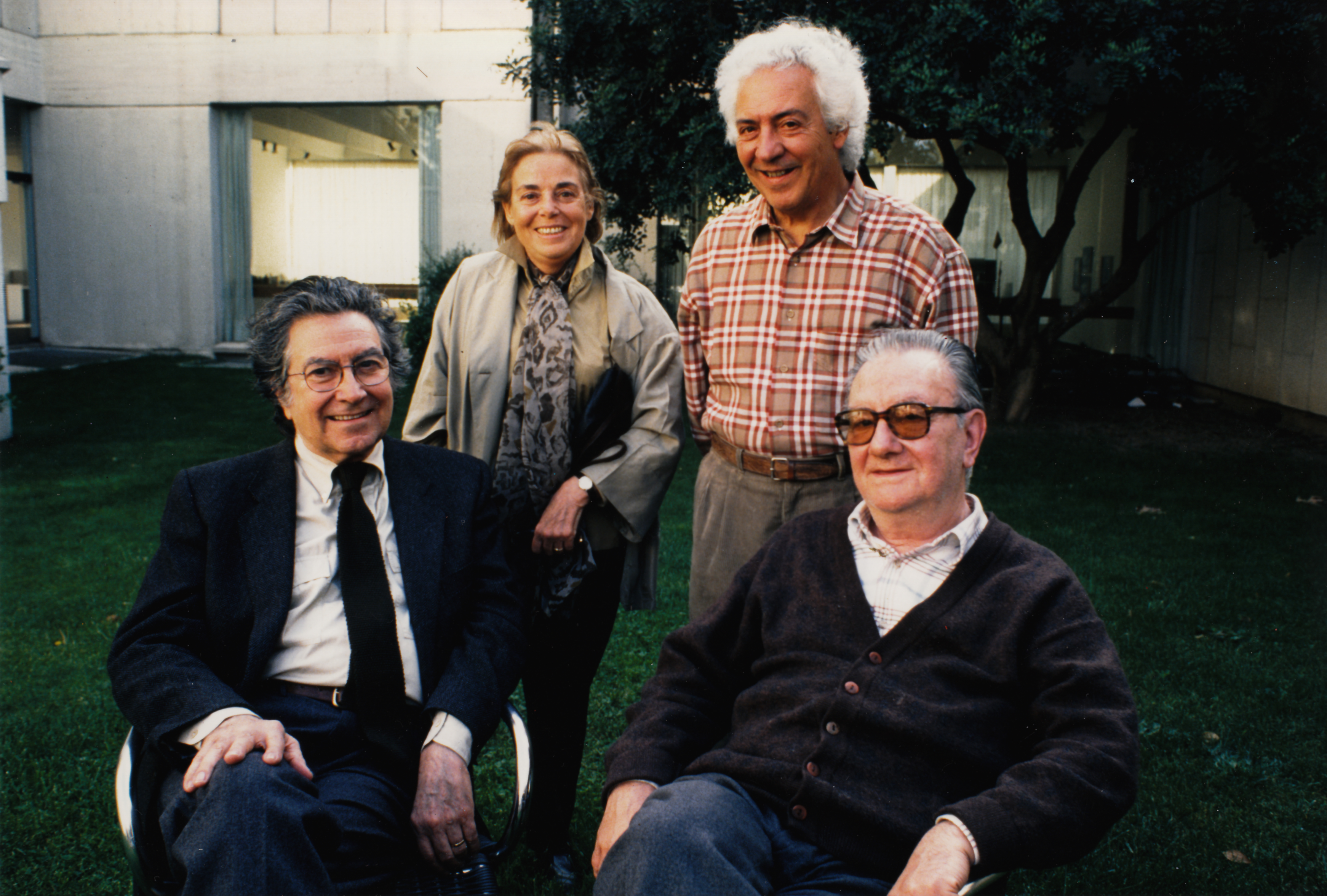
Antoni Tàpies, Maria Lluïsa Borràs, Josep Maria Mestres Quadreny i Joan Brossa a la Fundació Miró de Barcelona, 1983

| «                     | El crític no és un jutge: és un pont entre artistes i públic. | » |
| — Maria Lluïsa Borràs |                                                               |   |

## Selecció de llibres publicats[17]
- Niebla, pintura 1987-2009 Casavells: Fundació Niebla, 2009. DL: V-2204-2009
- Salvador Dalí, vida i obra d'un geni: Barcelona. Columna Idees, 2004. ISBN 84-664-0482-1
- Andrés Nagel, una década: Madrid. Turner, 2003. ISBN 84-7506-613-5
- Floreal Barcelona : Polígrafa, 2003. ISBN 84-343-1035-X
- Ramon Pichot Barcelona : Àmbit, 1997. ISBN 84-89681-13-9
- Catálogo razonado de Wifredo Lam (1923-1960) (período español), Volumen I, Paris: Acatos, 1996.
- Arthur Cravan: une stratégie du scandale Paris : Éditions Jean-Michel Place, 1996. ISBN 2-85893-194-1[18]
- Porta Missé, Barcelona, Atika, 1995. ISBN 84-89433-00-3
- Cuba Siglo XX, Modernidad y Sincretismo, España: Tabapress, Centro Atlantico de Arte Moderno, p. 422. 1995. ISBN 84-89152-07-1
- Arthur Cravan: una biografía Barcelona : Sirmio, Qüaderns Crema,1993. ISBN 84-7769-076-6
- Enric Cristòfol Ricart, de la pintura al gravat. Ed. Museu de Vilanova, 1992.
- Delclaux: artista i mestre de Tapís Girona : Col·legi oficial d'aparelladors i arquitectes tècnics, D.L. 1991. ISBN 978-84-606-0393-1
- Amèlia Riera, Barcelona, Ambit, 1990. ISBN 84-87342-59-0
- Porta-Missé, Barcelona: Danés, 1988.
- Coleccionistas de arte en Cataluña, Barcelona: Biblioteca de La Vanguardia, 1987. DL: 25081
- Picabia: Barcelona : Polígrafa, D.L. 1985. ISBN 84-343-0414-7 (traduït al francès per Albin Michel, Paris, a l'anglès per Thames y Hudson, Londres, per Rizzoli, Nova York, i publicat a Alemanya per Prestel-Verlag)
- Rencontres de Gabrielle Buffet-Picabia, Paris: Belfond, 1977. ISBN 2-7144-1113-4
- Arte del África negra, (selecció i seqüència de fotos) Col·lecció Fotoscop, Barcelona : Polígrafa, 1976.
- Arte de Papúa y Nueva Guinea, (selecció i seqüència de fotos) Col·lecció Fotoscop, Barcelona: Polígrafa, 1976.
- Wolf Vostell. Analogien und Antagonismen. Catalogo: Wolf Vostell. Zyklus Extremadura. Galerie van de Loo, Múnich, 1975.[19]
- Sert, arquitectura mediterrània Col·lecció Fotoscop, Barcelona (text i fotos): Polígrafa + Cercle d'Art, Paris,1974. DL: B.13-626-1974 ISBN 2-7022-0097-4
- Escultor Moisés Villèlia, Barcelona: Polígrafa, 1974. ISBN 84-343-0197-0
- Los espacios de Chillida, (selecció i seqüència de fotos) Col·lecció Fotoscop, Barcelona : Polígrafa, 1973.
- Gaudí, Tokio: Edita 1972
- Domènech i Montaner: arquitecto del modernismo (text i fotos) Col·lecció Fotoscop, Barcelona : Polígrafa,1971. DL: B.19.110-1971
- Arquitectura Contemporánea Japonesa (text) Col·lecció Fotoscop, Barcelona : Polígrafa,1970. DL: B.44.701-1970
- Katsura Daitokuji Col·lecció Fotoscop, Barcelona (text) : Polígrafa,1970. DL: B.10.460-1970
- El Mundo de los Juguetes (text) Col·lecció Fotoscop, Barcelona : Polígrafa,1969. DL: B.13.867-1969
- Arte del Objeto Japonés (text) Col·lecció Fotoscop, Barcelona : Polígrafa,1969.
- Arquitectura Finlandesa (text) Col·lecció Fotoscop, Barcelona : Polígrafa,1967. DL: B.36.522-1967

## Premis i reconeixements
- 1987: Premi ACCA (Associació Catalana de Crítics d'Art).[2][6]
- 2004: Medalla d'or al mèrit artístic de l'Ajuntament de Barcelona.[2][6][5]
- 2006: Ingrés a la Reial Acadèmia Catalana de Belles Arts de Sant Jordi.[2][6][5]